# Андреевка (Изюмский район)
Андре́евка (укр. Андріївка, старое название — Вейковка) — село,
Заводский сельский совет,
Изюмский район,
Харьковская область, Украина.
Код КОАТУУ — 6322883002. Население по переписи 2001 года составляет 50 (20/30 м/ж) человек.

## Географическое положение
Село Андреевка находится на расстоянии в 3-х км от реки Северский Донец (правый берег), у истоков реки Великая Камышеваха, которая в этом месте пересыхает, на ней несколько запруд.
На расстоянии в 2 км расположено село Петрополье, на расстоянии в 1 км проходит автомобильная дорога Т-2109.

## История
- 1774 — дата основания села Вейковка.

## Происхождение названия
Название села происходит от местного помещика по фамилии Вейко, основавшего и заселившего это село. С приходом советской власти село было переименовано в Андреевку.

## Экономика
- Молочно-товарная ферма.

## Известные люди
- Чмиль, Иван Григорьевич - советский воин, полный кавалер ордена Славы.